# Valderiès

Valderiès este o comună în departamentul Tarn din sudul Franței. În 2009 avea o populație de 860 de locuitori.

## Evoluția populației
| An        | 1975 | 1982 | 1990 | 1999 | 2006 | 2009 |
| --------- | ---- | ---- | ---- | ---- | ---- | ---- |
| Populație | 637  | 624  | 735  | 752  | 881  | 860  |